# Mike, Lu i Og
Mike, Lu i Og (ang. Mike, Lu & Og) – amerykański serial animowany. Serial składa się z 26 odcinków po 2 epizody każdy.
W Polsce serial można było oglądać od 4 września 2000 roku do 2 stycznia 2005 roku w Cartoon Network.
Od 12 maja 2007 roku serial jest emitowany na kanale Boomerang.

## Historia
Pewnego dnia na małą wyspę na oceanie przybywa Mike, dziewczyna z Nowego Jorku. Mieszkańcy wysepki przyjmują ją bardzo przyjaźnie. Wyspa jest bardzo mała, a mieszka na niej zaledwie 6 mieszkańców. „Gubernatorem” i sędzią na wyspie jest Wendell. Wendell to stary, „spierniczały” mężczyzna, samotnie wychowujący swą córkę, Lu. Lu jak każde rozpuszczone dziecko chce bardzo dużo. Każe nazywać się „księżniczką” i bardzo nie lubi, gdy ktoś się jej sprzeciwia. Na wyspie mieszka także małżeństwo, Margery i Alfred, mające syna Oga. Margery będąca jedyną dorosłą kobietą na wyspie, gotuje, pierze i wykonuje inne domowe roboty, za resztę mieszkańców wyspy. Jej mąż Alfred jest myśliwym, który nic nigdy nie upolował. Poluje ciągle na małego wombata, który wymyka się z jego zasadzek. Syn Alfreda i Margery, Og jest wynalazcą. Dzięki jego wynalazkom wyspa przeżyła wiele trudnych chwil. Wreszcie ostatnim mieszkańcem wyspy jest stary Skrzyp, mieszkający samotnie w wygasłym wulkanie. Sprawuje on rolę szamana na wyspie, lecz ciągle marudzi i mieszkańcy niezbyt go lubią. Po przyjeździe Mike, mieszkańcy wyspy przeżywają wiele śmiesznych, czasem niebezpiecznych, a zawsze ciekawych przygód. Na wyspie mieszkają również Kazlewicowie, którzy prowadzą odwieczną wojnę z innymi mieszkańcami. Mike zaprzyjaźniła się z Hermioną w jednym z odcinków.

## Bohaterowie
- Mike – rudowłosa dziewczyna, chodząca wiecznie w jednym, czerwonym stroju. Jest Amerykanką, urodzoną w Nowym Yorku. Nie wierzy w zabobony, choć toleruje dziwne obyczaje wyspiarzy. Interesuje się sportem i przygodami komiksowego bohatera – Super Faceta, którego często naśladuje. Jest bardzo inteligentna i rozsądna, w porównaniu do naiwnych mieszkańców z wyspy.
- Lu – „pępek świata”, egoistyczna i samolubna koleżanka Mike i Oga. Uważa się za księżniczkę wyspy z racji bycia córką gubernatora Wendella. Każdy musi stać przed nią na baczność i być na zawołanie. Jej kaprysy często doprowadzają przyjaciół do nieszczęść. Posiada małego żółwia Lancelota, którego wykorzystuje do ciężkiej pracy i znęca się nad nim.
- Og – młody geniusz. Potrafi zbudować prawie wszystko – rowery, telewizory, a nawet wieżowce. Zwykle jego pomysły spalają się na panewce. Wysoka inteligencja i nieśmiałość odróżnia go od innych mieszkańców wyspy. Jego najlepszymi przyjaciółmi są zwierzęta – kozioł, świnia i jeżozwierz, z którymi nieraz robi narady.
- Lancelot – mały żółwik, należący do Lu. Właścicielka wyjątkowo źle go traktuje, dlatego często ucieka. Jest również wymarzonym pokarmem dla piratów, którzy pragną go zdobyć.
- Margery – matka Oga i żona Alfreda. Jedyna dorosła kobieta na wyspie. Jest gospodynią domową, interesującą się sztuką. Zajmuje się malowaniem i rzeźbieniem, choć jej dzieła są bardzo ekscentryczne.
- Alfred – ojciec Oga i mąż Margery. Jest myśliwym, który pragnie złapać sprytnego wombata. Nigdy mu się to jednak nie udaje.
- Wendell – tłusty ojciec Lu. Posiada wielki „Bęben” na którym gra skoczne melodie i duży biust którego używa jako skreczu. Pełni rolę gubernatora wyspy i nie wyobraża sobie życia bez tego zawodu. Jest lekko zniewieściały i nie grzeszy inteligencją. Potrafi wyszywać ocieplacze na imbryki, co zwykle składa, jako prezent na czyiś urodzinach. Posiada papugę, z którą nieraz rozmawia bez wzajemności.
- Skrzyp (ang. Queeks) – najstarszy z wyspiarzy, mający rzekomo 100 lat. Jest szamanem, robiącym w bambuko innych mieszkańców i wymyślającym kolejne zabobony. Wykorzystuje ich łatwowierność, chociaż nieraz jego przesądy się sprawdzają. Słynie z wielkiego nosa oraz łysiny. Nigdy nie rozstaje się ze swoją laską.
- Piraci – trzech niemądrych zbójów, zamieszkujących jedną z wysp na oceanie. Ich marzeniem jest pożarcie Lancelota, co nigdy się im nie udaje przez interwencję Mike, Lu i Oga. Przywódca piratów posiada dwie drewniane nogi, a na jego oczach znajdują się czarne opaski. Trzyma w skrzyni kukiełkę-królika, z którą nieraz rozmawia, gdy jest w depresji.

## Wersja polska
Opracowanie i udźwiękowienie wersji polskiej: Studio Sonica

Reżyseria: Jerzy Dominik

Dialogi polskie: Dariusz Dunowski

Udział wzięli:
- Elżbieta Bednarek – Mike
- Beata Wyrąbkiewicz – Lu
- Joanna Wizmur – Og

W pozostałych rolach:
- Wojciech Paszkowski –
  - Wendel,
  - Kozioł Rogacz,
  - Hortensja (odc. 26b)
- Artur Kaczmarski – Alfred
- Jarosław Domin –
  - Stary Skrzyp,
  - Króliczek (odc. 10b, 16a),
  - Skiper (odc. 15b)
- Agnieszka Kunikowska – Margery
- Tomasz Bednarek –
  - Jeżozwierz Nochal,
  - Baggis
- Anna Apostolakis – Świnia Grubcia
- Janusz Bukowski – Kapitan
- Wojciech Machnicki – Jeden z piratów
- Jerzy Dominik –
  - Jeden z piratów,
  - Listonosz (odc. 12b)
- Krystyna Kozanecka – Hermiona
- Jarosław Boberek – Haggis
- Adam Bauman –
  - Reżyser (odc. 22b),
  - Bob Jonson (odc. 23a)
- Jacek Bończyk – Książę (odc. 26b)
- Agnieszka Matysiak

i inni
Piosenkę czołówkową śpiewała: Anna Apostolakis

## Obsada
- Nika Frost – Mike
- S. Scott Bullock – Wendell
- Martin Rayner – Alfred/Jeżozwierz
- Nancy Cartwright – Lu
- Dee Bradley Baker – Og/Kozioł
- Corey Burton – stary Queeks
- Kath Soucie – Margery/Świnia
- Brian George (I) – Captain

## Spis odcinków
| Nr             | Polski tytuł                     | Angielski tytuł               |
| -------------- | -------------------------------- | ----------------------------- |
|                |                                  |                               |
| SERIA PIERWSZA |                                  |                               |
|                |                                  |                               |
| 01             |                                  | The Tube                      |
| 01             | Roller Madness                   |                               |
|                |                                  |                               |
| 02             |                                  | Sultans of Swat               |
| 02             | Tea for Three                    |                               |
|                |                                  |                               |
| 03             |                                  | Losing Lancelot               |
| 03             | Strzyżenie                       | Buzz Cut                      |
|                |                                  |                               |
| 04             |                                  | Elephant Walk                 |
| 04             | Palm Pet                         |                               |
|                |                                  |                               |
| 05             |                                  | Yo Ho Who                     |
| 05             | A Boy’s Game                     |                               |
|                |                                  |                               |
| 06             |                                  | Whole Lotta Shakin’           |
| 06             | Klucz do zwycięstwa              | Mother of All Marathons       |
|                |                                  |                               |
| 07             | Pokaz mody                       | Hot Couture                   |
| 07             | Zdeptana wolność                 | Opposites Attack              |
|                |                                  |                               |
| 08             | Wyrocznia                        | Scopin’ It Out                |
| 08             | Tajemne zło statku               | Good Ship Bad                 |
|                |                                  |                               |
| 09             | Na wysokości                     | High Rise                     |
| 09             | Wielkie polowanie                | The Great Snipe Hunt          |
|                |                                  |                               |
| 10             | Landrynki                        | JuJu Bombs                    |
| 10             | Zupa żółwiowa                    | Turtle Stew                   |
|                |                                  |                               |
| 11             | Rower zbudowany dla mnie         | A Bicycle Built For Me        |
| 11             | Zatłoczona wyspa                 | Crowded House                 |
|                |                                  |                               |
| 12             | Nos do wzięcia                   | Nobody’s Nose                 |
| 12             | Witaj listonoszu                 | Scuba Doobie Doo              |
|                |                                  |                               |
| 13             | Biwak w górach                   | High Camp                     |
| 13             | Na zdrowie                       | Sneeze, Please                |
|                |                                  |                               |
| SERIA DRUGA    |                                  |                               |
|                |                                  |                               |
| 14             | Pouczające doświadczenie         | A Learning Experience         |
| 14             | My naród                         | We the People                 |
|                |                                  |                               |
| 15             | Pieniądze                        | Money                         |
| 15             | Powtarzaj za mną                 | Repeat After Me               |
|                |                                  |                               |
| 16             | Dziękuję, ale nie                | Thanks, But No Thanks         |
| 16             | Hot Dog                          | Hot Dog                       |
|                |                                  |                               |
| 17             | Wszyscy lubią tonąć              | That Sinking Feeling          |
| 17             | Coroczne święto wyspy            | Founder’s Day                 |
|                |                                  |                               |
| 18             | Wielki, straszny olbrzym         | Giant Steps                   |
| 18             | Noc żywych przodków              | Night of the Living Ancestors |
|                |                                  |                               |
| 19             | Z miłości do Mike                | For the Love of Mike          |
| 19             | Przeklęty wynalazek              | Sparks                        |
|                |                                  |                               |
| 20             | Dzielny Sir Lancelot             | Brave Sir Lancelot            |
| 20             | Wielka gra                       | The Big Game                  |
|                |                                  |                               |
| 21             | Oszałamiające odpady obuwnicze   | Flustering Footwear Floatsam  |
| 21             | Ojcowie i ciasta                 | Fathers and Pies              |
|                |                                  |                               |
| 22             | Skrzy, Skrzyp, gdzie jest Skrzyp | Who’s Got the Queeks          |
| 22             | Alfred, władca dżungli           | Alfred, Lord of the Jungle    |
|                |                                  |                               |
| 23             | Król zasłon                      | The King of Curtains          |
| 23             | Kaczka Margery                   | Margery the Duck              |
|                |                                  |                               |
| 24             | Spór na miarę Freuda             | A Freduian Split              |
| 24             | Szaleństwo odchudzania           | Fitness Fever                 |
|                |                                  |                               |
| 25             | Myśliwy i ofiara                 | The Hunter and the Hunted     |
| 25             | Służyć Lu                        | To Serve Lu                   |
|                |                                  |                               |
| 26             | Trzy przyjaciółki                | The Three Amigas              |
| 26             | Śpiąca brzydula                  | Sleeping Ugly                 |
|                |                                  |                               |